# Галим, Энвер
Энвер Галим (тат. Ənwər Ğalim, Әнвәр Галим, лит. псевд. Мусабай; 1915, Казань — 1988, Нью-Йорк) — татарский журналист, один из переводчиков Библии на татарский язык.
Закончив Казанский педагогический институт по специальности «татарский язык и литература» в 1938 г. начинает работать школьным учителем.
Отправляется на фронт в 1941 г. и попадает в плен к немцам. Во время содержания в лагере для военнопленных начинает писать статьи для газеты Идель-Урал издававшейся для татарских легионеров. После войны остается в Федеративной Республике Германия и начинает сотрудничать с редакцией журнала Азад Ватан (Свободная Родина), которую издавали татарские эмигранты в 1950-х годах.
С 1953 по 1988 гг. Энвер Галим работает радиожурналистом и нью-йоркским корреспондентом татаро-башкирской службы «Радио Свобода». Переехав в США, он также пишет много статей для таких публикаций, как «Problems of the Peoples of the USSR» (Проблемы народов СССР), Вестинк и др. Став членом Республиканской партии США после обретения гражданства этой страны, Галим активно участвует в политических мероприятиях и предвыборных кампаниях республиканцев.
Энвер Галим свободно владел русским, татарским, немецким, турецким и английским языками.
По просьбе руководства Шведского Института Библии, Энвер Галим начинает работать над переводом Библии на татарский язык и завершает эту работу.
Незадолго до своей смерти в 1988 г. Галим заканчивает работу над своими мемуарами, которые были им посланы в редакцию журнала Казан Утлары в Казани.